# كازويوشي إيشي
كازويوشي إيشي (باليابانية: 石井和義؛ بالكانا: いしい かずよし) هو لاعب كاراتيه ياباني، ولد في 10 يونيو 1953 في يواجيما في اليابان.